# Pala Pitti
Il Matrimonio mistico di santa Caterina da Siena e santi (o Pala Pitti) è un dipinto a olio su tavola (356x270 cm) di Fra Bartolomeo, firmato e datato 1512, e conservato nella Galleria Palatina di Firenze.

## Storia
L'opera venne realizzata in sostituzione di un'altra pala (oggi al Louvre) dipinta due anni prima e regalata all'ambasciatore del re di Francia nel 1512. Fra Bartolomeo mise di nuovo mano al soggetto, destinato all'altare di santa Caterina nella chiesa di San Marco, aggiornando lo schema iniziale e rendendolo ancora più monumentale, facendone un vero e proprio capolavoro. Un documento del 5 gennaio 1513 (che secondo il sistema ab incarnatione era ancora il 1512) riporta come a quella data la pala dovesse ancora essere installata in chiesa.
Probabilmente Fra Bartolomeo vi lavorò da solo, poco prima o appena dopo lo scioglimento del sodalizio con Mariotto Albertinelli.
Vasari vide l'opera e si soffermò a lungo sulla sua descrizione, lodando lo schema prospettico, il colorito degli angeli, lo sfumato leonardesco "negli scuri, dove adoprò fumo da stampatori, e nero di avorio abruciato".

## Descrizione
L'opera mostra l'insolita iconografia del matrimonio mistico di santa Caterina da Siena, ricalcato sull'episodio riguardante l'omonima santa Caterina d'Alessandria, in uso come soggetto dal medioevo.
La scena è ambientata entro la nicchia di una chiesa e sotto una tenda retta da angeli, imitante la Madonna del Baldacchino di Raffaello. A Raffaello si rifà anche la disposizione semicircolare dei santi attorno al trono di Maria, ben tredici, che esplorano la spazialità disponibile. Evidenti sono le ampie campiture di colore che sono tra le caratteristiche più tipiche dello stile di Fra Bartolomeo, unite alla monumentalità dei personaggi e all'atmosfera solenne e pacata, dove i movimenti appaiono rallentati.
Spiccano ai lati due santi dalle figure solenni e maestose, ispirate a Michelangelo: san Giorgio e san Bartolomeo. Gli angioletti musicanti, col liuto e con la lira alla base del trono, sono un omaggio all'arte veneziana di Giovanni Bellini, in particolare la Pala di San Zaccaria, vista in occasione del viaggio in Laguna del 1508.